# Parafia Świętych Apostołów Piotra i Pawła w Świebodzicach
Parafia św. Apostołów Piotra i Pawła w Świebodzicach – parafia znajdująca się w dekanacie świebodzickim w diecezji świdnickiej. 

## Historia parafii
Była erygowana 2 sierpnia 1952 roku. Jej proboszczem jest ks. Tadeusz Chlipała. W latach 1953–1989 proboszczem parafii był ks. Józef Lach. Do 1945 r. kościół był parafią ewangelicką, ale do 1952 r. kościół był kościołem filialnym parafii Św. Mikołaja.
Najbardziej zasłużonym proboszczem dla parafii był ks. Józef Lach. To on założył w kościele centralne ogrzewanie, powtarzając, że „ludzie do kościoła przychodzą się modlić, a nie szczękać zębami”. Zapisał się także jako obrońca wolności, wygłaszając tuż po ogłoszeniu stanu wojennego, że msza, którą odprawi jest za Ojczyznę, gdyż ta potrzebuje wsparcia od wszystkich. Za te słowa miał później nieprzyjemności ze strony funkcjonariuszy Służby Bezpieczeństwa.

### Kościół parafialny
Kościół ten został zbudowany w latach 1776–1778 według projektu Ch. Schultza. Kościół posiada dwa ołtarze boczne: Serca Jezusowego i Matki Boskiej Nieustającej Pomocy, do której w środy odbywa nowenna. Posiada trzy nawy, w tym dwie boczne. Strop jest płaski, wsparty na rozczłonkowanych filarach. Późnobarokowy ołtarz, organy i klasycystyczna ambona pochodzą z XVIII w.

## Liczebność i obszar parafii
W parafii zamieszkuje 5100 wiernych i obejmuje ona następujące ulice:
ul. 11 listopada, ul. 3 maja, ul. Akacjowa, ul. Armii Krajowej, ul. Brzozowa, ul. Cicha, ul. Cisowa, ul. Dębowa, ul. Długa, ul. Jasna, ul. Jaśminowa, ul. Jeleniogórska, ul. Klonowa, ul. Krasickiego, ul. Kwiatowa, ul. Leśna, ul. Łączna, ul. Mikulicza, ul. Młynarska, ul. Moniuszki, ul. Ofiar Oświęcimskich, ul. Pogodna, ul. Promienna, ul. Prusa, ul. Różana, ul. Rynek, ul. Sezamkowa, ul. Sienkiewicza, ul. Sikorskiego, ul. Solna, ul. Spacerowa, ul. Strzegomska, ul. Szkolna, ul. Świerkowa, ul. Tęczowa, ul. Wąska, ul. Widna, ul. Wiejska, ul. Wrzosowa, ul. Wysoka, ul. Zamkowa, ul. Złota, ul. Żeromskiego, Wzgórze Beckera
Ponadto do parafii należy wieś Cieszów.

### Szkoły i przedszkola
- Szkoła Podstawowa nr 4 w Świebodzicach
- Powiatowy Zespół Szkół Specjalnych w Świebodzicach[2]

## Proboszczowie
- ks. Józef Lach (1953-1989)
- ks. Henryk Jaśkiewicz (1989-1998)
- ks. Jan Mrowca (1998-2021)[3]
- ks. Tadeusz Chlipała (od 2021)[6]

## Wspólnoty parafialne
- Liturgiczna Służba Ołtarza
- Żywy Różaniec
- Koło Przyjaciół Radia Maryja
- Schola
- Grupa Przenajświętszej Krwi
- Grupa Intronizacji Najświętszego Serca Pana Jezusa
- Apostolstwo Trzeźwości[2]